# Wildside Press
Wildside Press är ett oberoende bokförlag från Maryland i USA.
Förlaget grundades 1989 av John Gregory och Kim Betancourt, och bestod då endast av en tidskrift som publicerade fantastisk litteratur. Sedan dess har förlaget vidgats i både innehåll och format, och publicerar även e-böcker och andra tidningar. Förlaget har även gett ut rollspelet Wildside Gaming System, producerat av Swordsmith Productions.
Författare som förlaget publicerat är bland andra Paul Di Filippo, Alan Dean Foster, Esther Friesner, Paul Levinson, Nick Mamatas, Paul Park, Vera Nazarian, Brian McNaughton och Alan Rodgers. Förutom nya skribenter ger de även ut böcker från äldre författare som James Branch Cabell, Henry Rider Haggard och Clark Ashton Smith, samt mindre kända som till exempel R. A. Lafferty. Förlaget driver även ett speciellt "återtryckprojekt" där de reproducerar gamla nummer av kiosklitteratur som The Phantom Detective, Secret Agent X och The Spider.

## Imprint
- Prime Books
- Cosmos Books
- Point Blank
- Borgo Press
- Juno Books

## Tidskrifter
- Adventure Tales
- Cat Tales: The Magazine of Fantastic Feline Fiction
- Fantasy Magazine
- H.P. Lovecraft's Magazine of Horror
- Jabberwocky
- Strange Tales
- Underworlds: The Magazine of Noir and Dark Suspense
- Weird Tales

## Rollspel
- Wildside Gaming System